# Karl Friedrich Ferdinand Lachmann
Karl Friedrich Ferdinand Lachmann; Pseudonym Friedrich Thal (* 10. März 1817 in Zittau; † 11. April 1881, abweichend 10. April, ebenda) war ein deutscher Gymnasiallehrer.

## Leben
Karl Friedrich Ferdinand Lachmann war der Sohn des Zittauer Subrektors Ferdinand Heinrich Lachmann und dessen Ehefrau Marie Jacobine geb. Krach aus Hirschberg; seine Mutter starb bei seiner Geburt. Sein älterer Bruder war:
- Leopold Heinrich Ferdinand Lachmann (* 29. Juni 1815; † 10. Oktober 1845 in Königsbrück), Lehrer an der Zittauer Bürgerschule und später Diakon in Königsbrück.

Aus der zweiten Ehe seines Vaters hatte er noch einen Halbbruder:
- Karl Hermann Ferdinand Lachmann, Advokat und Gerichtsdirektor in Hainewalde.

1827 wurde er Schüler des Gymnasiums Zittau und begann nach Beendigung seiner Schulzeit zu Ostern 1836 ein Theologie-Studium an der Universität Leipzig. Er hörte dort die Vorlesungen von Georg Benedikt Winer, Christian Wilhelm Niedner, Karl Gottfried Wilhelm Theile, Rudolf Anger, Moritz Wilhelm Drobisch und Gustav Hartenstein sowie bei Moriz Haupt.
Während des Studiums wurde er Mitglied der Lausitzer Predigergesellschaft, der er zum Ende seiner Studienzeit als Senior vorstand. 1839 kehrte er nach dem bestandenen theologischen Examen nach Zittau zurück. Nachdem er im ersten halben Jahr privatisierte, wurde er im Juli 1840 Adjunkt seines Vaters am Gymnasium und erhielt fünf Jahre später eine ordentliche Lehrerstelle; 1854 wurde er Konrektor. Am 22. Juli 1865 feierte er beim Direktor Heinrich Julius Kämmel sein fünfundzwanzigjähriges Lehrer- und am 2. Oktober 1879 sein fünfundzwanzigjähriges Konrektor-Jubiläum; kurz darauf ging er in Pension.
Aufgrund seines Interesses an philologischen Disziplinen legte er darin nachträglich ein Examen ab.

### Schriftstellerisches Wirken
Sein Vater hatte ihn in die Philosophie nach Immanuel Kant eingeführt und er wurde durch Moritz Wilhelm Drobisch und Gustav Hartenstein während des Studiums weiter ausgebildet, so dass er eine Anzahl kleinerer Abhandlungen philosophischen Inhalts veröffentlichte. Er beschäftigte sich hierbei mit einzelnen Philosophen, schrieb Versuche über den Begriff des Kunststils und griff grammatisch-philosophische Fragen auf.
Er betätigte sich darüber hinaus auch als Dichter und versuchte sich an einem historischen Schauspiel, Beatrix von Burgund, das er 1865 unter dem Pseudonym Friedrich Thal herausgab, allerdings kam das Werk nicht zur Aufführung.

### Künstlerisches Wirken
Weil er sich bereits als Schüler viel mit dem Zeichnen beschäftigte und als junger Mann in den Bergen herumstreifte und Zeichnungen anfertigte, dachte er daran, sein künstlerisches Können an Motiven der Antike zu probieren. Er erstellte 16 Umrisszeichnungen zu den Tragödien des Sophokles und stellte sie der archäologischen Sektion der Philologenversammlung in Leipzig vor. Nach deren Zustimmung, entschloss er sich zur Veröffentlichung und so erschien, eingeführt von Johannes Overbeck, Umrißzeichnungen zu den Tragödien des Sophokles.

## Mitgliedschaften
- Mitglied des Vereins Deutscher Philologen und Schulmänner.

## Schriften (Auswahl)
- De doctrina M. Aurelii Antonini philosophi.
- Einige Bemerkungen über die Bedeutung der Partikeln ϰεν und ἄν.
- Lied zur Hochzeitfeier des Herrn Ferdinand Lachmann und Fräulein Bonny Pescheck am 7. October 1845. Zittau 1845.
- Memoriam Augusti Justi: cur Christus baptisma Ioannis subierit quaerisur. Zittaviae, 1851.
- De justo studiorum, quibus evangeliorum fidem judicare viri docti conati sunt, in ludis litterariis usu. 1851.
- Wie ist es beim allgemeinen Geschichtsunterricht mit dem Vortrage der jüdischen Geschichte zu halten. Seyfert, Zittau 1852.
- De vi ac sententia ϰαϑάρσεως Aristotelicae. Seyfert, Zittaviae 1856.
- Versuch über den Begriff des Kunststils. 1857. Digitalisat
- Über systematischen Unterricht auf Gymnasien. Seyfert, Zittau 1860.
- Kaiser Hadrian und die Kunst seiner Zeit. Zittau, 1868.
- Beatrix von Burgund. Zeitz 1865.
- Umrißzeichnungen zu den Tragödien des Sophokles. Leipzig 1873.
- Fritz Thal verhaftet; Erzählung. Berlin 1879.